# Tegillarca rhombea
Tegillarca rhombea is een tweekleppigensoort uit de familie van de Arcidae. De wetenschappelijke naam van de soort is voor het eerst geldig gepubliceerd in 1778 door Born.